# SkyWork Airlines
SkyWork Airlines AG fue una aerolínea suiza, con sede en Belp, cerca de Berna y su base en el Aeropuerto de Berna. Principalmente operaba vuelos regulares a destinos a través de Europa, con vuelos chárter adicionales durante los meses de verano. 

## Historia
Anteriormente la sede central de la aerolínea era la terminal norte del Aeropuerto de Berna, en Belp.
El último de los tres antiguos Bombardier Dash 8 Q400 ha sido retirado y ha sido transferido a Air Berlin en octubre de 2014. También en octubre de 2014, el Aeropuerto de Londres-Southend reemplazó al de Londres-City como el aeropuerto de operaciones de SkyWork en Londres. En abril de 2015, SkyWork anunció que recortaba sus operaciones a Londres de doce vuelos por semana a nueve.
En noviembre de 2015, SkyWork anunció la terminación de su contrato ACMI con Darwin Airline para diciembre de 2015. Cuando todos los otros servicios sean asumidos, la ruta a Londres-Southend será rescindida debido a restricciones de capacidad. Al mismo tiempo, SkyWork anunció que retiraría toda su flota de Dornier 328-110 para otoño de 2017, para ser reemplazada con Saab 2000.
En la tarde del 29 de agosto de 2018, se declaró en quiebra, causando la cancelación de todos los vuelos.

## Destinos
En sus últimos años (2015-2018) SkyWork voló a los siguientes destinos:
| Países       | Destinos          | Aeropuertos                                            | Notas              | Desde          | Desde          |
| Países       | Destinos          | Aeropuertos                                            | Notas              | BRN            | BSL            |
| ------------ | ----------------- | ------------------------------------------------------ | ------------------ | -------------- | -------------- |
| Alemania     | Berlín            | Aeropuerto de Berlín-Tegel                             |                    | X              |                |
| Alemania     | Colonia/Bonn      | Aeropuerto de Colonia/Bonn                             |                    | X              |                |
| Alemania     | Hamburgo          | Aeropuerto de Hamburgo                                 |                    | X              |                |
| Alemania     | Heringsdorf       | Aeropuerto de Heringsdorf                              | Estacional         | X              | X              |
| Alemania     | Múnich            | Aeropuerto Internacional de Múnich-Franz Josef Strauss |                    | X              |                |
| Alemania     | Sylt              | Aeropuerto de Sylt                                     | Estacional         | X              | X              |
| Austria      | Graz              | Aeropuerto de Graz                                     | Estacional         | X              |                |
| Austria      | Viena             | Aeropuerto de Viena-Schwechat                          |                    | X              | X              |
| Croacia      | Brač              | Aeropuerto de Brač                                     | Estacional         | X              |                |
| Croacia      | Rijeka            | Aeropuerto de Rijeka                                   | Estacional         | X              |                |
| Croacia      | Split             | Aeropuerto de Split                                    | Estacional         | X              |                |
| Croacia      | Zadar             | Aeropuerto de Zadar                                    | Estacional         | X              |                |
| España       | Barcelona         | Aeropuerto de Barcelona-El Prat                        |                    | X              |                |
| España       | Ibiza             | Aeropuerto de Ibiza                                    | Estacional         | X              |                |
| España       | Menorca           | Aeropuerto de Menorca                                  | Estacional         | X              |                |
| España       | Palma de Mallorca | Aeropuerto de Palma de Mallorca                        |                    | X              |                |
| Francia      | Figari            | Aeropuerto de Figari-Sud Corse                         | Estacional         | X              |                |
| Francia      | Saint-Louis       | Aeropuerto de Basilea-Mulhouse-Friburgo                | Estacional         | Hub secundario | Hub secundario |
| Grecia       | Préveza           | Aeropuerto de Aktion                                   | Chárter estacional | X              |                |
| Italia       | Cagliari          | Aeropuerto de Cagliari-Elmas                           | Estacional         | X              |                |
| Italia       | Elba              | Aeropuerto de Marina di Campo                          | Estacional         | X              |                |
| Italia       | Olbia             | Aeropuerto de Olbia-Costa Smeralda                     | Estacional         | X              |                |
| Jersey       | Jersey            | Aeropuerto de Jersey                                   | Estacional         | X              | X              |
| Países Bajos | Ámsterdam         | Aeropuerto de Ámsterdam-Schiphol                       |                    | X              |                |
| Reino Unido  | Londres           | Aeropuerto de la Ciudad de Londres                     |                    | X              | X              |
| Reino Unido  | Londres           | Aeropuerto de Londres-Southend                         |                    | X              |                |
| Suiza        | Berna             | Aeropuerto de Berna                                    |                    | Hub principal  | Hub principal  |

## Flota histórica
SkyWork Airlines operó las siguientes aeronaves:
| Aeronaves                      | Total | Introducido | Retirado | Matrículas                                      |
| ------------------------------ | ----- | ----------- | -------- | ----------------------------------------------- |
| Beechcraft King Air            | 2     | 2011        | 2013     | HB-GTX y HB-GTY                                 |
| British Aerospace 146-200      | 1     | 2011        | 2011     | D-AMGL                                          |
| Cessna 500 Citation I          | 1     | 1995        | 2002     | HB-VLE                                          |
| Cessna 560 Citation V          | 4     | 1997        | 2013     | HB-VLZ, HB-VMO, HB-VMZ y HB-VOU                 |
| De Havilland Canada Dash 8-400 | 3     | 2008        | 2014     | HB-JGA, HB-JIJ y HB-JIK                         |
| Dornier 328                    | 5     | 2004        | 2018     | HB-AEO, HB-AER, HB-AES, HB-AEV y HB-AEY         |
| Saab 2000                      | 6     | 2016        | 2018     | HB-IYA, HB-IZB, HB-IZD, HB-IZI, HB-IZS y HB-IZT |